# Redengevende omschrijving
Een redengevende omschrijving, soms redengevende beschrijving, is de officiële waardenstellende beschrijving waarmee een object (bijvoorbeeld een gebouw, boom, voertuig of doopvont) tot monument verklaard is. Het vormt de basis van de bescherming van het object. Ongeacht het soort monument (rijks-, provinciaal of gemeentelijk monument) zal er een redengevende omschrijving gemaakt zijn. Zodra een object is aangewezen als monument, krijgt de redengevende omschrijving de status van juridisch document. Per 1 juli 2016, met het in werking treden van de Erfgoedwet, is een redengevende omschrijving echter niet meer verplicht.
Een redengevende omschrijving staat niet gelijk aan de monumentale waarden van een pand, het is alleen een weergave van de objectief vastgestelde monumentale waarden. Alle redengevende omschrijvingen worden per uitgevende instantie (rijk, provincie of gemeente) bewaard in een monumentregister.

## Geschiedenis
De Nederlandse redengevende omschrijvingen uit de jaren 1960 die gemaakt zijn voor de eerste rijksmonumenten, werden in korte tijd geschreven en zijn daardoor aanzienlijk korter dan latere omschrijvingen. Door de soms zeer korte omschrijvingen, bijvoorbeeld pand met halsgevel, werd het hele pand en soms zelfs de hele kavel beschermd. Met de Monumentenwet van 1988 werd de redengevende omschrijving leidend voor de bescherming van een monument. Niet de gehele kavel is nu beschermd, maar alleen dat wat in de redengevende omschrijving staat. De kadastrale grens, is wel ook de grens van de beïnvloedde omgeving. Als twee te beschermen eenheden los van elkaar staan, dan zullen zij ook apart beschreven moeten worden. Hierdoor kunnen rijtjeswoningen wel als één monument beschreven worden, terwijl twee naast elkaar gelegen panden die bouwkundig los van elkaar staan, aparte monumenten worden.

## Onderdelen
Een redengevende omschrijving bestaat uit verschillende onderdelen. In ieder geval staan altijd de uiterlijke kenmerken van het object beschreven. Naast een beschrijving met de uiterlijke kenmerken en een bouwjaar, kent een redengevende omschrijving meestal ook een locatie in de vorm van een adres, coördinaten, of een afbakening als het gaat om een beschermd dorps- of stadsgezicht. In de tekst, meestal de samenvatting, wordt aangegeven om welke waarde het object is aangewezen, zoals de cultuurhistorische-, stedenbouwkundige, sociaaleconomische, architectuurhistorische waarde van het object, of beeldbepalende waarde voor het ensemble.
Bij een archeologisch monument staat meestal alleen beschreven wat er zich in de grond bevindt, bijvoorbeeld dat het om een 17e-eeuws schip gaat, of dat er zich sporen van bewoning bevinden.
Een redengevende omschrijving is niet statisch en kan aangepast worden tijdens de aanwijzingsprocedure, maar ook later om de beschrijving up-to-date te brengen na wijzigingen aan of uitbreiding van het monument.

## Uitsluiting
Alle voorwerpen die in de omschrijving vermeld worden, maken onderdeel uit van de bescherming. Dit kan dus ook om een complex aan gebouwen gaan. Hierbij zijn dan dus alle gebouwen beschermd en meestal kennen zij ook hun eigen redengevende omschrijvingen.
Bij gebouwen maken roerende zaken doorgaans geen deel uit van de bescherming en worden vaak ook niet genoemd in de redengevende omschrijving. Onroerende zaken die niet genoemd worden in de redengevende omschrijving, zijn niet automatisch uitgesloten van bescherming.
In een redengevende omschrijving kunnen ook zaken juist van bescherming uitgesloten worden. Deze uitsluiting wordt dan expliciet genoemd. Redenen voor uitsluiting zijn bijvoorbeeld de (te) jonge leeftijd, of dat het object niet meer origineel genoeg is.

## Werking en status van het document
Zodra de aanwijzing is bekrachtigd door de daartoe gemachtigde instantie, krijgt het document een juridische status. Hierdoor wordt alles wat in de redengevende omschrijving is opgenomen beschermd, of uitgesloten van bescherming. Door de status van het document is het ook altijd op te vragen bij de uitgevende instantie. De redengevende omschrijvingen van rijksmonumenten staan openbaar op de site van de Rijksdienst voor het Cultureel Erfgoed.
Het document kan echter ook gebruikt worden als middel om cultuurhistorische waarde van het object aan te tonen, zonder dat het meteen beschermd wordt. Door de cultuurhistorische waarde vast te stellen en niet over te gaan tot bescherming, kan een boerderij toch gesplitst en gereed gemaakt worden voor bewoning.